# Silberpfeil (Bastei)
Silberpfeil – Der junge Häuptling (flämisch Zilverpijl) ist ein Westerncomic um einen Indianerhäuptling, der vom Bastei-Verlag in den Jahren 1970 bis 1988 in Deutschland herausgegeben wurde. Gezeichnet wurden die Comics von Frank Sels bzw. von dem von Sels gegründeten Zeichenstudio.

## Handlung
Titelheld Silberpfeil ist ein junger Indianerhäuptling vom Stamme der Kiowa. Zusammen mit seinem weißen Blutsbruder Falk, der jungen Squaw Mondkind und deren jungem Puma Tinka erlebt er zahlreiche Abenteuer. Mit von der Partie sind oft auch die beiden Waldläufer Jed und Harry. Auch Falks Onkel Jim Kent sowie Jeremias und Endo spielen öfter eine Rolle. In einer Ausgabe (Heft 62) erfolgt sogar ein Gastauftritt der Karl-May-Figuren Winnetou und Old Shatterhand. Weitere Anfang der 1970er Jahre sehr populäre Besucher sind die Cartwrights von der Ponderosa Ranch, aus der Serie Bonanza. Die gleichnamige Comicserie erschien ebenfalls im Bastei-Verlag.

## Erscheinen
Die Geschichten erschienen zunächst in der Zeitschrift Felix, ab Januar 1969 in Band 534, später dann als eigenes Heft.
Das Heft mit dem teilweise gelben Titel erschien ursprünglich zweiwöchentlich, ab den 90er Nummern dann jede Woche und kostete anfangs 90 Pfennig, später dann bis zu 2 Mark. Die durchgehend farbig gezeichneten Abenteuer waren realistisch gezeichnet. Von 1970 bis 1988 wurden 768 Hefte veröffentlicht, wobei gegen Ende öfter Nachdrucke früherer Geschichten erschienen sind. Wie auch bei anderen Bastei-Comics (Bessy, Felix, Wastl etc.) üblich, wurden nicht abverkaufte Hefte nochmals als Doppelhefte und Sonderbände (mit 3 bis 6 Einzelheften und Hardcover) in den Handel gebracht. Parallel dazu gab es von 1981 bis 1984 auch Taschenbücher über den jungen Häuptling, sie erschienen mit rotem Titel Silberpfeil zum Preis von ursprünglich 3 Mark (später 3,20 DM). Die Auflage des Comics lag bei bis zu 100.000 Exemplaren. Später erschienen die frühen Werke beim Wick Verlag. Diese Sammlerausgabe erscheint seit 2006 und fällt durch ihre einheitliche Gestaltung mit weißem Titelschriftzug positiv auf. Die Titelbilder dazu zeichnet Ersel (Ernst Sels), der Sohn des Originalzeichners Frank Sels.
Außer in Deutschland war Silberpfeil auch auf dem skandinavischen Markt erfolgreich. In Norwegen erscheinen noch immer Hefte von Sølvpilen.